# シニアカー

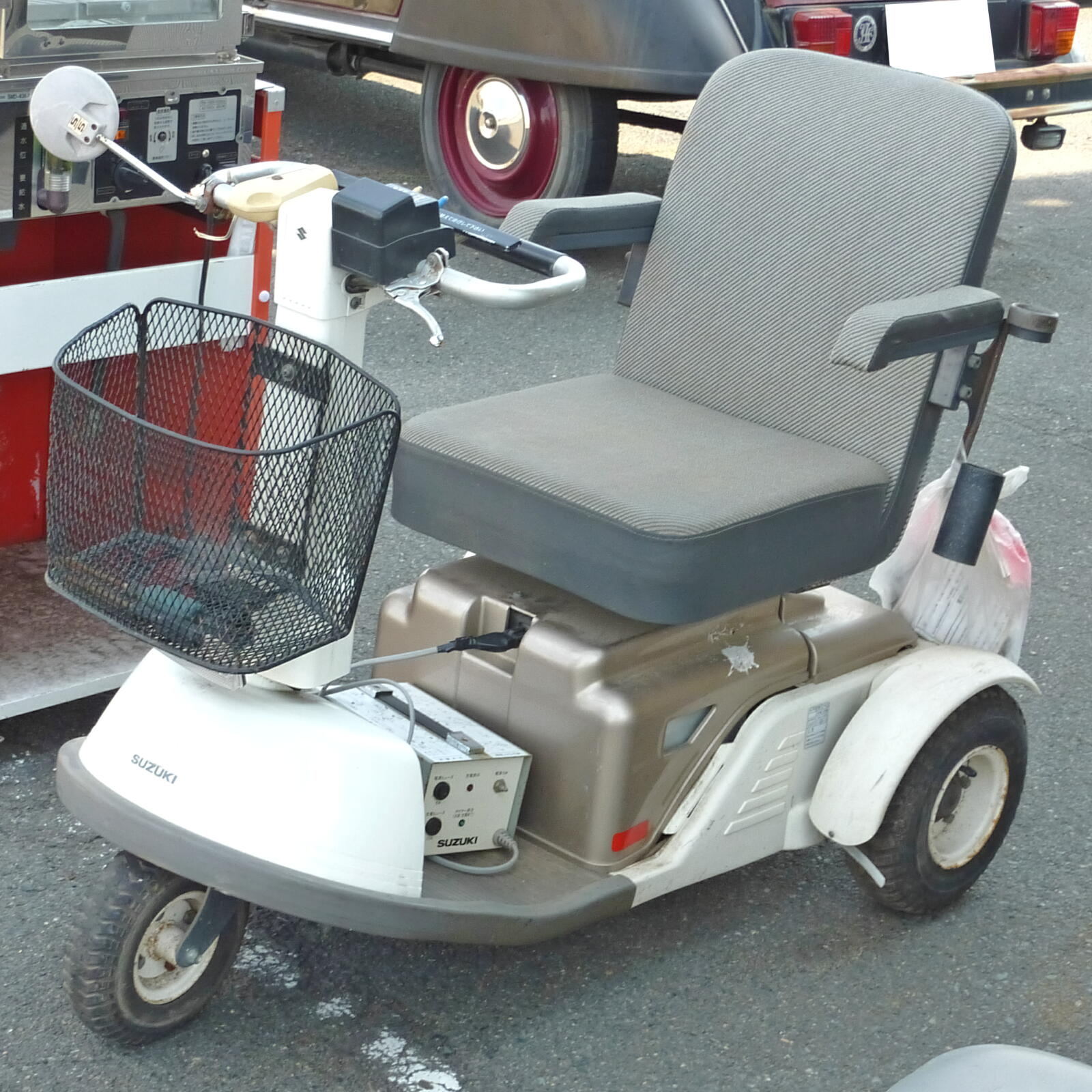
シニアカー

シニアカーは、高齢者向けに製造された三輪または四輪の一人乗り電動車両（バッテリーカー）。道路交通法上は車両ではなく歩行者扱いとなるため、車道ではなく歩道を通行する。
基本的に、電動車椅子の発展型である。なお、シルバーカーは手押し車である。

## 概要
高齢者の間でゲートボールが流行していた頃に、電動車椅子を製造していたスズキ株式会社がコートまでの移動手段として発売したものが始まり（スズキでは「セニアカー」の商標を使用）。運転免許証は不要で、自動車の運転経験がなくても楽に扱えることから、歩行に難儀している高齢者に歓迎されて広まった。福祉用具とされているため、購入に当たって消費税は課されない。
日本工業規格ではハンドル形電動車いす、道路交通法では原動機を用いる身体障害者用の車（いす）との呼称を使っている。製造メーカーあるいは販売店によっては電動カートという呼び方も存在する。ちなみに欧米でも電動車いすの製品は多く販売されており、ハンドル型は power scooter というキーワードで検索できる。

## 基準
日本の道路交通法では、シニアカーは車両扱いではなく、歩行者扱いとなる。運転免許などは不要であり、原則として歩道や路側帯を通行し、歩行者用の信号機や横断歩道などに従うこととなる。
シニアカーが満たすべき基準の詳細については、「身体障害者用の車」を参照のこと。また、当該基準を満たす製品は国家公安委員会の型式認定を受けることもできる。
また、JISでは当初「電動車いす」内での扱いだったが、多発する事故に対応して経済産業省は2008年12月に個別の基準を制定し、このとき「ハンドル形電動車いす」という呼称が採用された。
外観の特徴として、車輪の大きな車椅子ではなく、原動機付自転車に似たハンドルとミラーを備えているので、道路交通法上の車両の一種と誤解されやすい側面もある。ただし、外観上は自動車や原動機付自転車に類似しない事が要件となっている。

## 注意点
法規に疎い、あるいは前後不覚の運転者が車道を通行し、自動車に追突される事故が発生している。あくまでも車椅子などと同等の歩行者の扱いであり、尾灯や前照灯などの装備義務はなく、また備えないものが殆どである。そのため、夜間の使用には特に注意を要する。
道路交通法上は「歩行者」に分類されるため、シニアカーと歩行者との衝突事故があっても、交通事故証明が発行される交通事故には該当せず、交通事故統計にも含まれない。通常の日常生活上の事故として処理される。即ち、日常の歩行者同士の接触による事故と同様の扱いとなり、重大なものでなければ刑事事件としては立件されず（法理上は過失致死傷罪、重過失致死傷罪に該当し得る）、民事的賠償処理が主となる。この点で、交通事故証明が発行される交通事故に該当する自転車と歩行者との間の事故とは異なる。シニアカーに衝突され負傷し、後遺症が残ったとして、損害賠償訴訟に発展している例もある。
なお、個人賠償責任保険は、日常生活上における、歩行者又は自転車と、他の歩行者又は自転車その他車両との衝突による損害の賠償をカバーしたものが多い。よって、日常生活上における、シニアカーと他の歩行者又は自転車その他車両との衝突による損害の賠償をカバーできる余地があるが、保険会社に確認が必要である。自動車損害賠償責任保険への加入義務がなく、そもそも、自動車または原動機付自転車ではないため、加入できない。そのため、歩行者その他車両との衝突事故が起これば、高額の損害賠償が発生する場合もある。また、販売店によっては購入時に1年間の賠償保険加入を付けている場合もある。
国家公安委員会の型式認定を受けて販売されたシニアカーであっても、購入後などに不法改造などをした場合で、シニアカーが満たすべき基準（「身体障害者用の車」参照）を満たさなくなった場合には、適宜、原動機付自転車または自動車扱いとなるため、運転免許や自動車損害賠償責任保険契約、ナンバープレート取得その他の手続きが必要となり、怠ると罰則がある。また前照灯や尾灯、方向指示器などの保安基準を満たさないものが殆どであるため、装備しなければ整備不良の違反にも当たる。

## 主な製品

### 主な製造メーカー
- スズキ「ET4D」「ET4E」

歴代商品については「セニアカーの歴史」を参照
- アテックス「マイピア」

- 福伸電機「スーパーポルカー」
  - 筑水キャニコム「ピヨッコ」※OEM製品

- 東洋製作所[11]「てくてっくん」

- セリオ[12]「遊歩 シリーズ」
- フロンティア[13]「アクトモアLana」

### 主な製造終了メーカー
- 本田技研工業「モンパルML200」（2019年販売終了）

- アイセ・リアリティー[14]「アクシア」（2021年販売終了）

- パルパル[15]「電動カートパルパル」（2019年、会社解散のため販売終了）

- アクセス「パセリ」（2025年、破産のため販売終了）